# Strumień Panny
Strumień Panny – strumień gwiazd utworzony przez gwiazdy pochodzące z nieistniejącej już galaktyki karłowatej, wchłoniętej przez Drogę Mleczną. Strumień ten został odkryty w programie Sloan Digital Sky Survey w 2005 roku. Znajduje się w gwiazdozbiorze Panny.
Strumień Panny znajduje się w odległości około 10 000 parseków od Słońca i obejmuje obszar co najmniej 10 000 parseków w trzech wymiarach.